# Barre de coupe
 (mars 2025).
Si vous disposez d'ouvrages ou d'articles de référence ou si vous connaissez des sites web de qualité traitant du thème abordé ici, merci de compléter l'article en donnant les références utiles à sa vérifiabilité et en les liant à la section « Notes et références ».
Cet article court présente un sujet plus développé dans : Faucheuse (machine agricole).

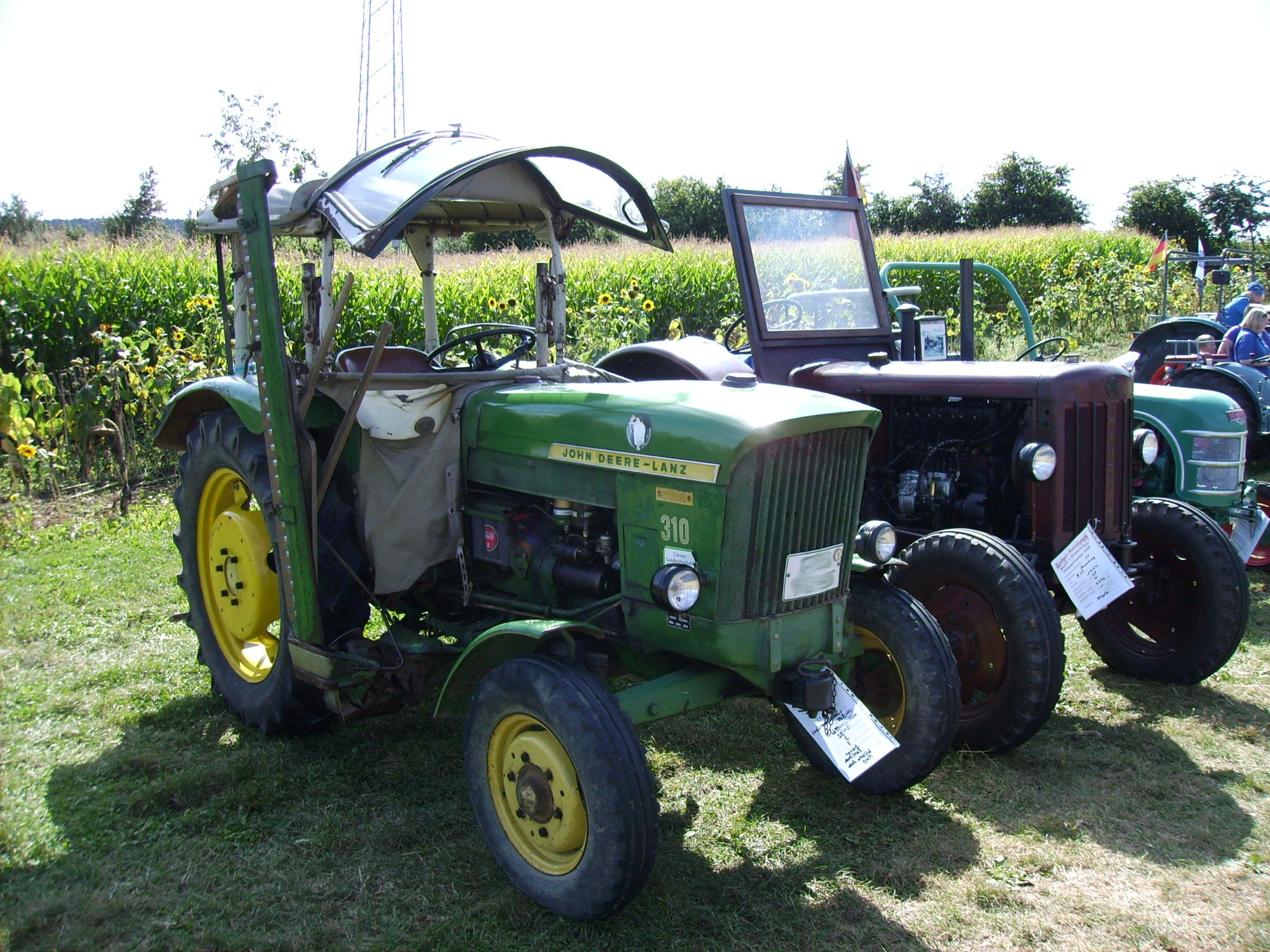
Faucheuse à lame portée latéralement sur un tracteur. La lame de coupe relevée est en partie masquée par une tôle de sécurité. Ce type de faucheuse était familièrement appelé barre de coupe. Le John Deere 310 était équipé en série d'une prise de force ventrale et d'un emplacement destiné à recevoir le vérin de relevage de la lame.

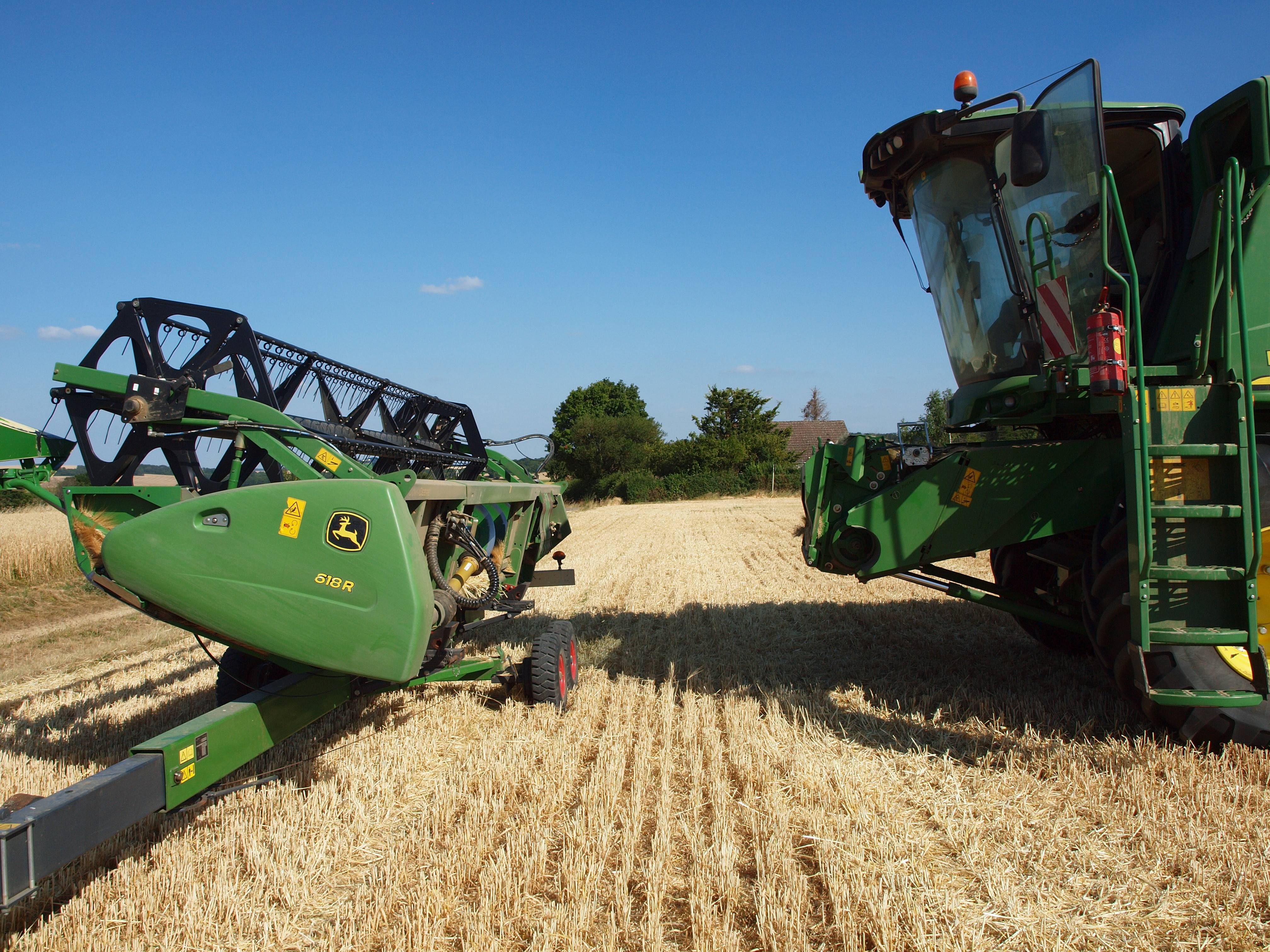
Attelage d'une table de coupe (barre de coupe par simplification) à une moissonneuse-batteuse. La barre de coupe est enlevée pour le transport routier et placée sur un chariot spécialisé. Les rabatteurs sont en noir.

Une barre de coupe ou une lame de coupe est un organe mécanique équipant certaines machines agricoles pour assurer la fonction de coupe des tiges de certains végétaux, principalement herbes et céréales. On en trouve notamment sur les faucheuses, les ensileuses à coupe directe et sur les moissonneuses-batteuses pour faucher les végétaux et éventuellement assurer leur entrée dans la machine. Certaines machines de taille comme les écimeuses peuvent en être équipées.
Barre de coupe était autrefois employé comme quasi-synonyme pour les faucheuses simples à lame. De même on emploie professionnellement ce terme pour désigner les tables de coupe des moissonneuses ou de certaines ensileuses qui sont de fait bien plus complexes qu'une simple lame de coupe.
Sur les faucheuses et ensileuses actuelles, les barres de coupe simples sont remplacées par des systèmes de coupe à disques ou tambours équipés de couteaux encore appelés barres de coupe.

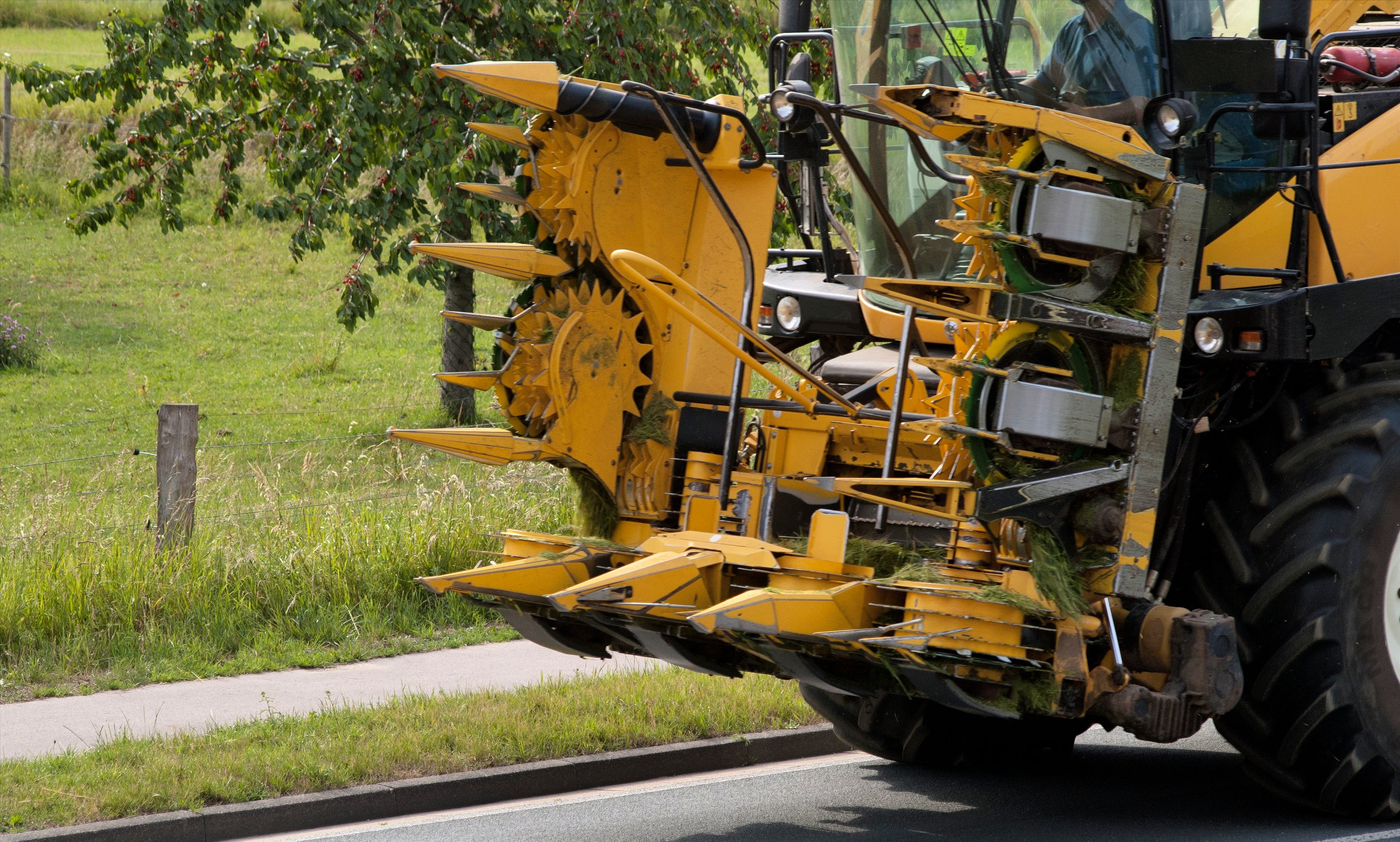
Barre de coupe (ou table de récolte) à tambours d'une ensileuse pour maïs, sorghos et céréales à paille immatures. Elle est ici repliée pour le transport.

## Description
Sa longueur varie généralement de 1,50 à 2 mètres sur les faucheuses latérales et peut mesurer 18 mètres pour les plus longues sur les moissonneuses-batteuses. En moyenne la longueur d'une barre de coupe actuelle sur une moissonneuse-batteuse varie entre 5 et 10,5 mètres dans les régions à fort potentiel de rendement. 
Les barres de coupe traditionnelles font appel au principe de cisaillement. Elles comportent :
- une barre support sur laquelle sont fixés des doigts qui jouent un double rôle : diviser l'herbe en touffes réduites et servir de contre-lame pour le cisaillement ;

- une lame mobile ou scie constituée de segments triangulaires, ou sections, animée d'un mouvement alternatif rapide et glissant sur la barre ;
- des sections, en acier trempé, ont deux côtés tranchants qui doivent être affutés régulièrement. Il existe des barre de coupe à double lame, sans doigts. Les deux lames animées d'un mouvement contraire sont maintenues en contact par des guides oscillants ; ce système limite les bourrages de lame ;
- une planche d'andainage amovible permettant de séparer les andains ;
- un mécanisme permettant d'entraîner la ou les lames ;
- un système permettant le réglage de la hauteur de coupe (sabots) et le relevage de la lame (levier et ressort de compensation).

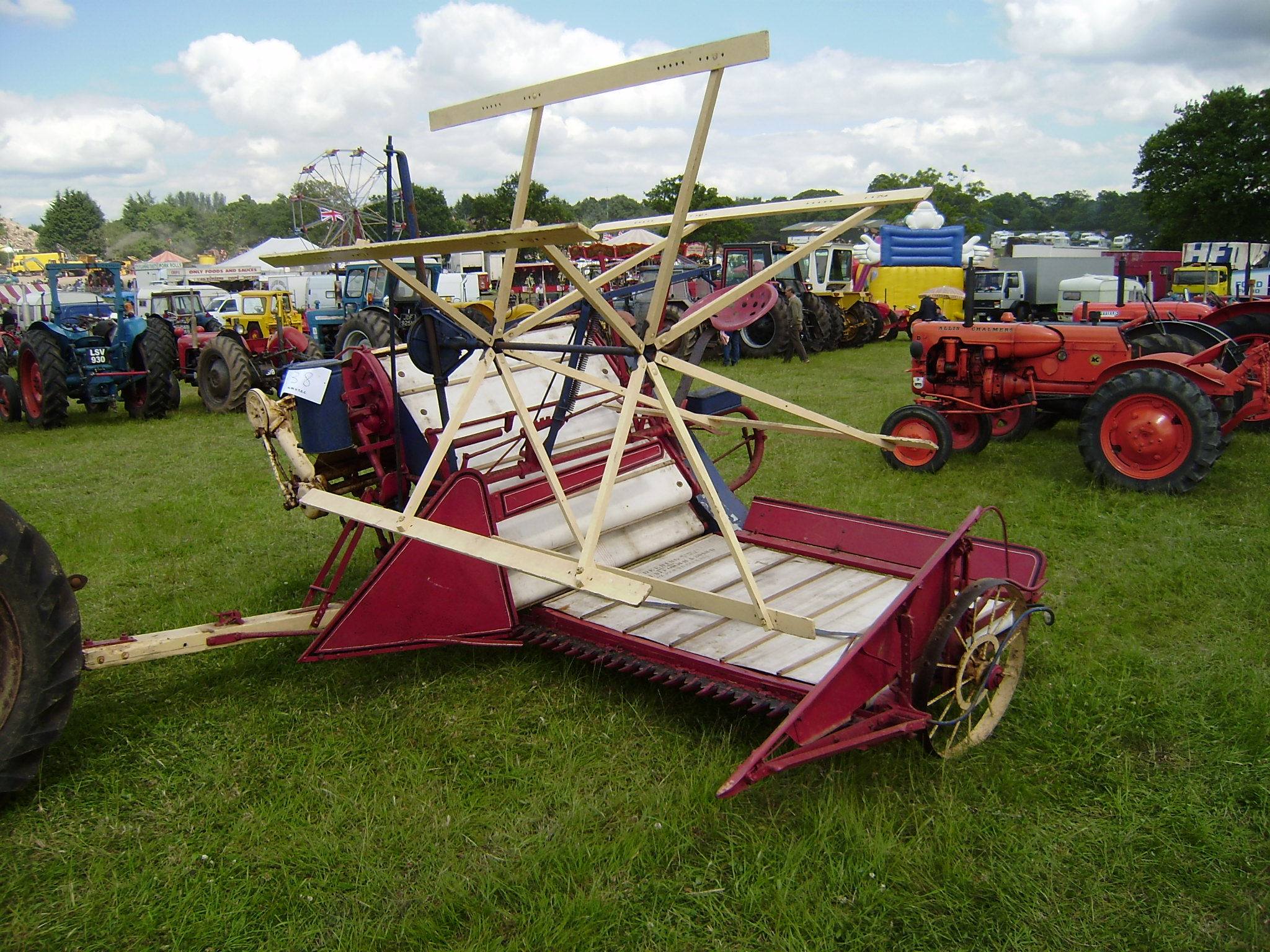
Barre de coupe sur une lieuse Deering ; Outil d'avant 1950. Remarquer la taille du rabatteur et les diviseurs.

Le mouvement alternatif des lames est obtenu à partir d'un mouvement rotatif (provenant autrefois des roues de la faucheuse et aujourd'hui de la prise de force du tracteur ou d'un moteur hydraulique) grâce à divers dispositifs : à bielle-manivelle, à excentrique... Ce dispositif peut être latéral ou central selon la disposition de la barre de coupe par rapport au tracteur ou à la machine (Moissonneuse-batteuse). Les barres de coupe de moissonneuse sont généralement munies de rabatteurs et souvent de doigts releveurs pour faciliter et régulariser la coupe. Les diviseurs placés en bordure  facilitent la reprise du rang suivant.
Les barres de coupe modernes sur les faucheuses et ensileuses font appel à des systèmes à disques ou à tambours en rotation rapide portant les outils de coupe. Leur avantage principal est de ne pas bourrer et d'autoriser des vitesses d'avancement élevées. Leur entretien est simplifié.

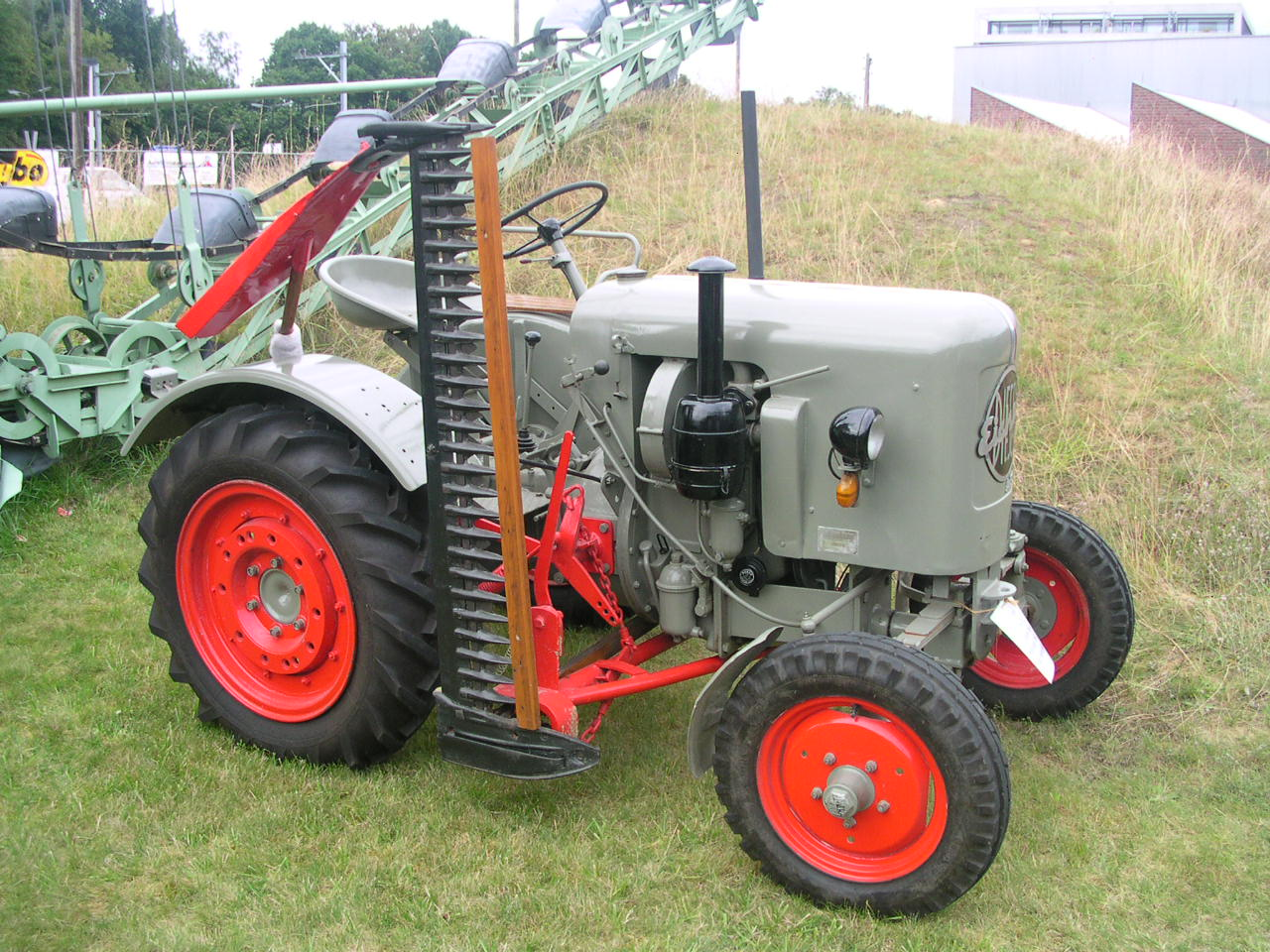
Barre de coupe sur un tracteur Eicher ancien. La planche d'andainage se trouve en haut en arrière de la barre de coupe.

Sur les faucheuses classiques, la barre de coupe est munie à ses extrémités de deux sabots qui reposent sur le sol et assurent automatiquement la hauteur de coupe. Sur les machines modernes munies de relevage hydraulique, des vérins permettent de contrôler la hauteur de la barre.

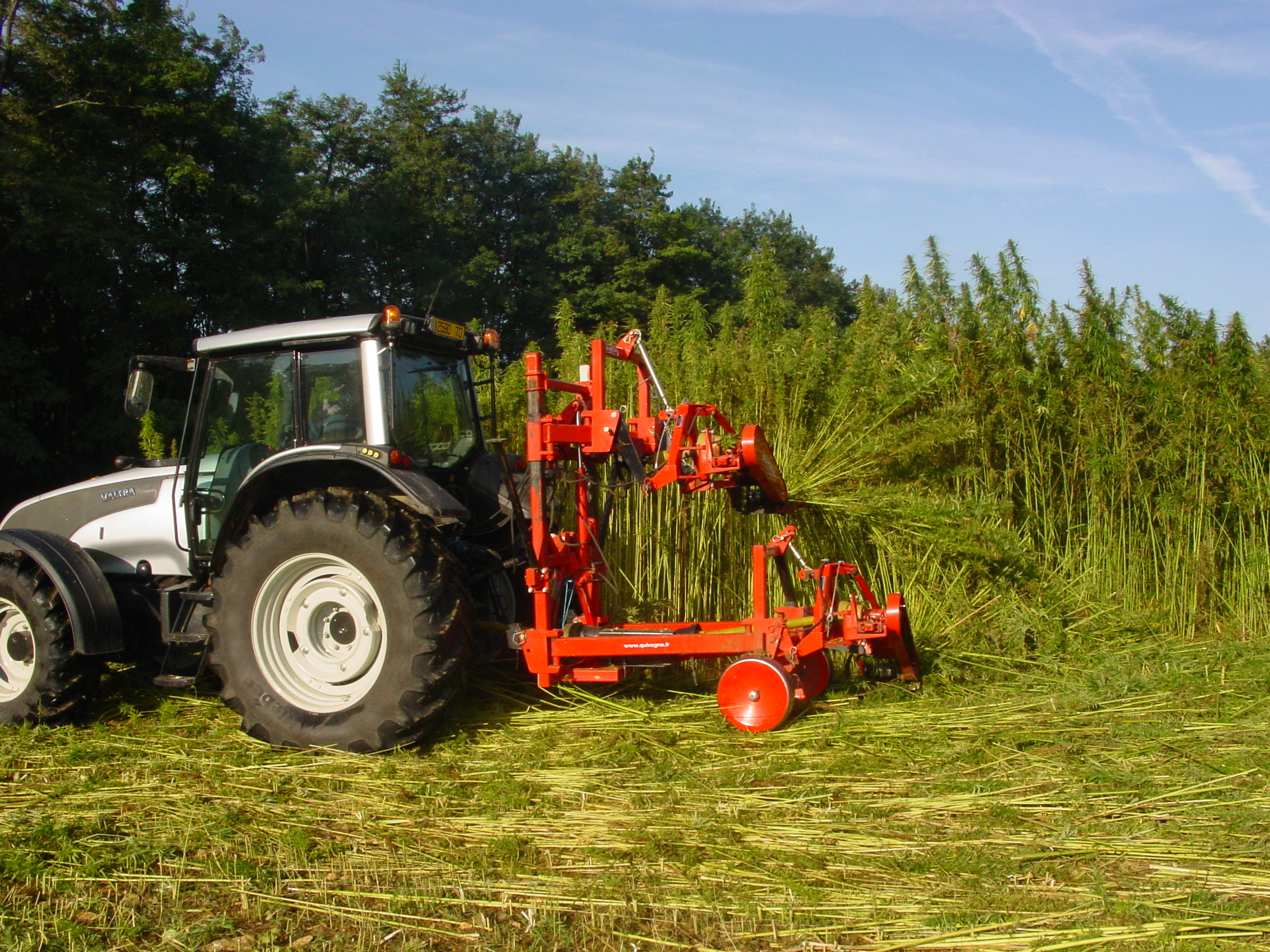
Faucheuse à deux barres de coupe (une écimeuse et l'autre au sol) pour la récolte du chanvre-fibres.

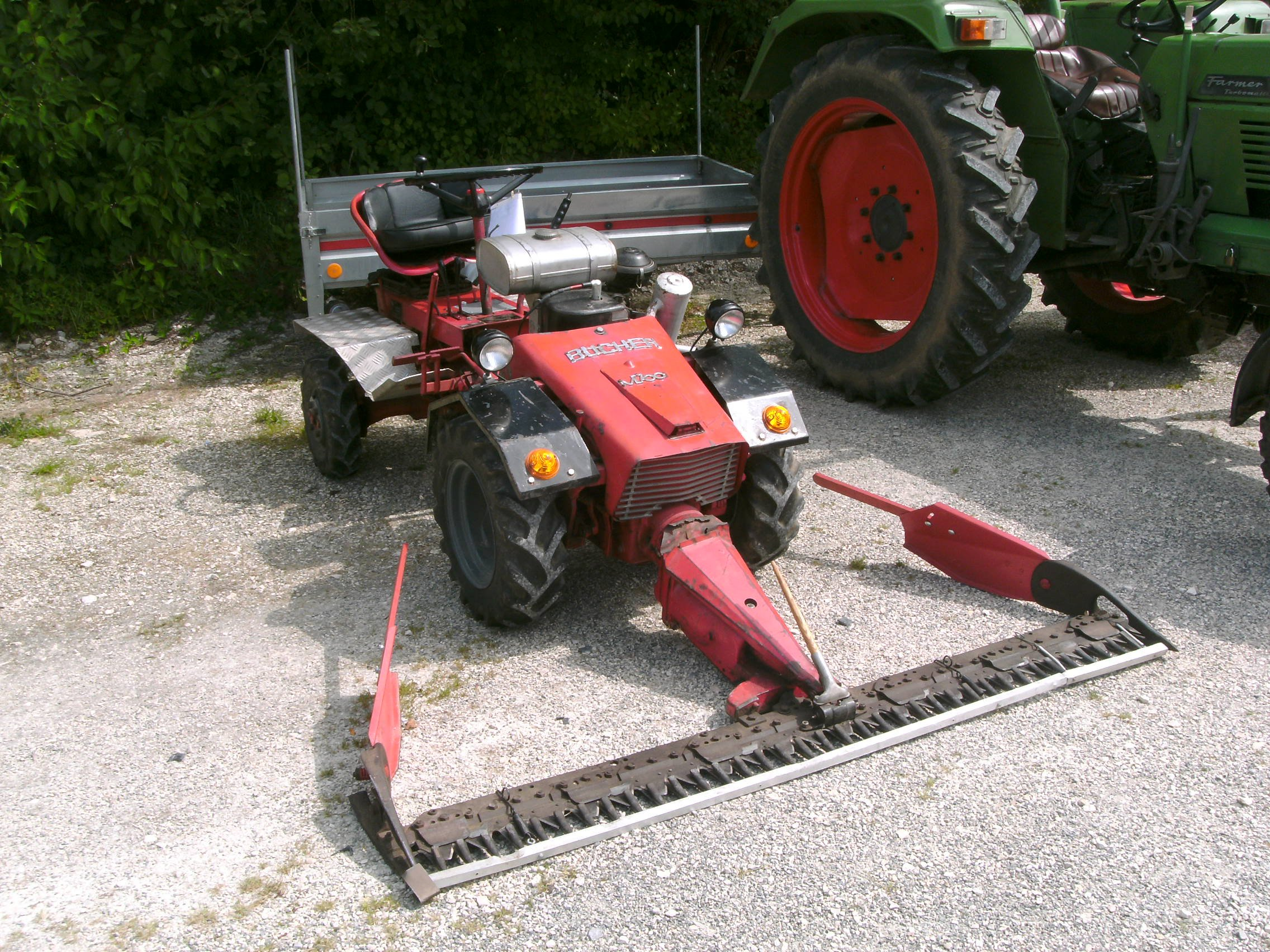
Barre de coupe traditionnelle à entraînement central et à doigts et sections avec sa tôle de sécurité sur un minitracteur spécialisé.

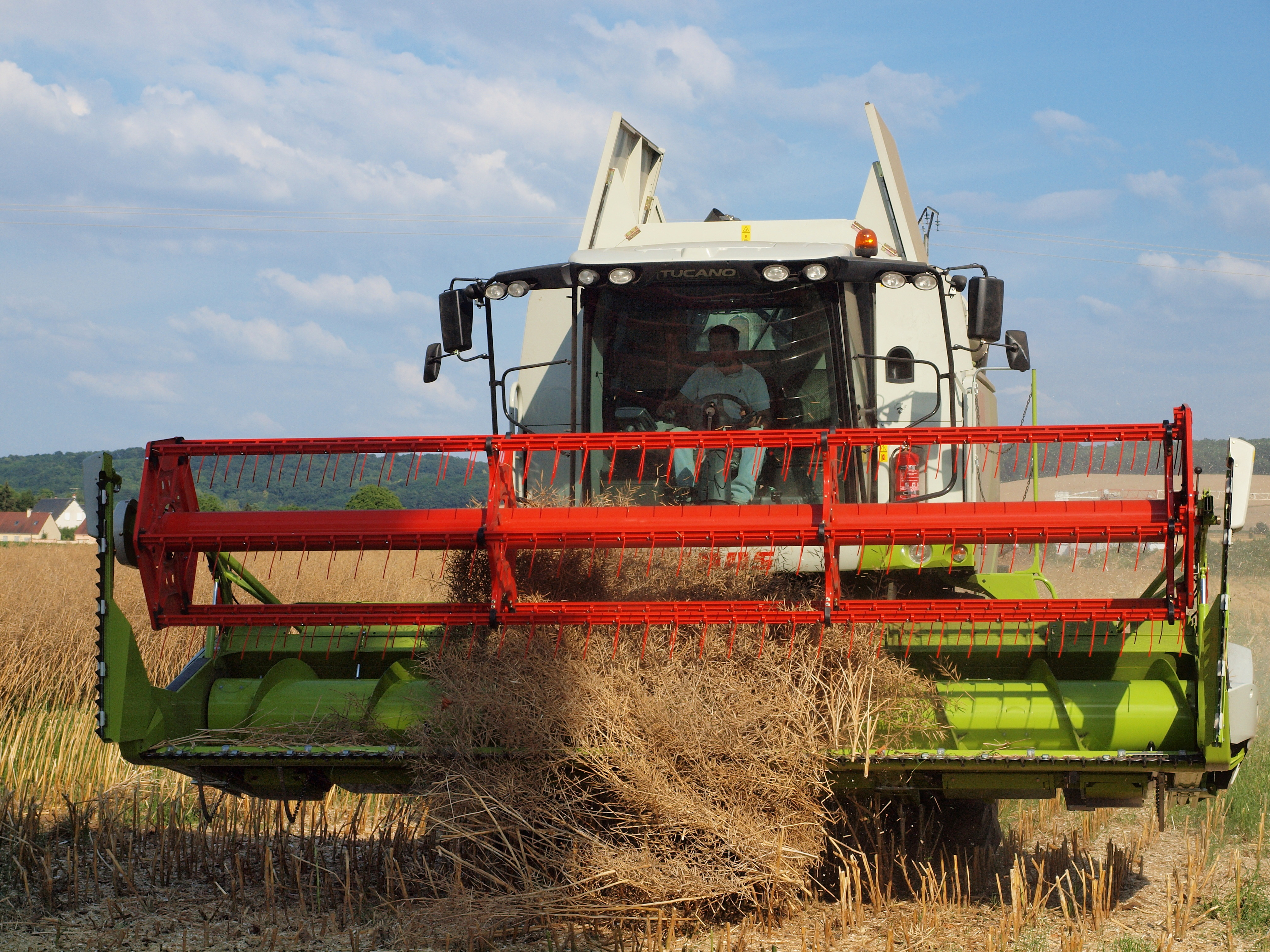
Table de coupe à colza comportant de petites lames de coupe latérales verticales à la place des diviseurs à céréales.

Pour une description plus technique voir lame de coupe.

## Réglages
Le principal réglage d'une barre de coupe est celui de sa hauteur, par exemple pour éviter les pierres, laisser des chaumes plus ou moins longs ou même modifier la valeur d'un fourrage. Si la table est munie de rabatteurs (cas général des moissonneuses) ceux-ci sont l'objet de multiples réglages.